# Prosopanche americana
Prosopanche americana är en tvåhjärtbladig växtart som först beskrevs av Robert Brown, och fick sitt nu gällande namn av Henri Ernest Baillon. Prosopanche americana ingår i släktet Prosopanche och familjen Hydnoraceae. Inga underarter finns listade i Catalogue of Life.